# Ryan Buchter
Ryan Buchter (né le 13 février 1987 à Reading, Pennsylvanie, États-Unis) est un lanceur de relève gaucher des Ligues majeures de baseball sous contrat avec les Dodgers de Los Angeles.

## Carrière
Ryan Buchter est repêché au 33e tour de sélection par les Nationals de Washington en 2005. Alors qu'il évolue en ligues mineures, Buchter est échangé deux fois. Le 3 novembre 2008, il est cédé aux Cubs de Chicago contre un autre joueur de ligues mineures, le lanceur droitier Matt Avery. Le 26 mai 2011, les Cubs le transfèrent aux Braves d'Atlanta en échange du vétéran lanceur droitier Rodrigo López.
C'est avec Atlanta que Buchter fait ses débuts dans le baseball majeur le 20 juin 2014. Utilisé comme lanceur de relève face à Washington, il effectue 3 retraits dans une brève sortie en manches supplémentaires pour mériter une première victoire. C'est son seul match joué pour les Braves.
Le 9 janvier 2015, il signe un contrat des ligues mineures avec les Dodgers de Los Angeles.